# Norbert von Kunitzki
Norbert von Kunitzki (Ciutat de Luxemburg, 25 de març de 1934 - Sa Pa, 25 de novembre de 2005) fou un economista i empresari luxemburguès.
Nascut el 25 de març de 1934 al barri de Pfaffenthal de la Ciutat de Luxemburg, von Kunitzki va estudiar a la Universitat d'Anvers, i posteriorment començà a treballar al Grup Arbed, el 1954. El 1971 es convertí en el director financer de la companyia siderúrgica. També fou professor de la Universitat de Luxemburg a partir del 1971. El 1984 es convertí en director general de l'empresa Sidmar Ghent, més tard coneguda com a Arcelor. El 1991 va rebre un doctorat honoris causa per part de la Universitat de Gant.
El 1994 es va convertir en president del grup Sidmar, i el 1998 va tornar a Luxemburg com a president del Centre Universitari de Luxemburg, que posteriorment es convertiria en la Universitat de Luxemburg.
Norbert von Kunitzki també fou president de l'Associació de Protecció al Consumidor del seu país, així com vicepresident de l'empresa Telindus. A més, fou president de l'Institut d'estudis europeus i internacionals de Luxemburg, president de Mobistar, membre del consell de Systran, membre del consell de l'Orquestra Filharmònica de Luxemburg, de la Creu Roja i de la torre Europa.
A més, també tingué la visió de servir com a director del consell de l'empresa EuroSignCard, S.A. (ESC), una organització start-up de seguretat a internet. Aquesta empresa es va posicionar per convertir-se en tercer de confiança per a les transaccions bancàries a Luxemburg (al voltant del 2000). ESC era sòcia de l'Associació de Banquers Americans, i va intentar crear una autoritat de validació per a certificats digitals utilitzats per a la comunitat bancària.
Von Kunitzki va morir el 25 de novembre de 2005 en un accident d'escalada a Sa Pa, Vietnam.